# Баамсум
Баамсум (нід. Baamsum) — присілок в нідерландській провінції Гронінген. Входить до складу муніципалітету Емсделта. Він розташований на дорозі з Вольдендорпа в Термунтен. До муніципальної реорганізації 1990 року він належав до муніципалітету Термунтен, потім до 2021 року до муніципалітету Делфзейл. Повз присілку протікає Оуде Ае. Назва Баамсум з'явилася вже в середні віки як Bompsum та Baemzen.